# Paul Postma
Paul Edward Postma (* 22. Februar 1989 in Red Deer, Alberta) ist ein kanadischer Eishockeyspieler, der zuletzt bis zum Ende der Saison 2024/25 bei der Düsseldorfer EG aus der Deutschen Eishockey Liga (DEL) unter Vertrag gestanden und dort auf der Position des Verteidigers gespielt hat. Zuvor absolvierte Postma unter anderem über 200 Spiele für die Atlanta Thrashers, Winnipeg Jets und Boston Bruins in der National Hockey League (NHL).

## Karriere

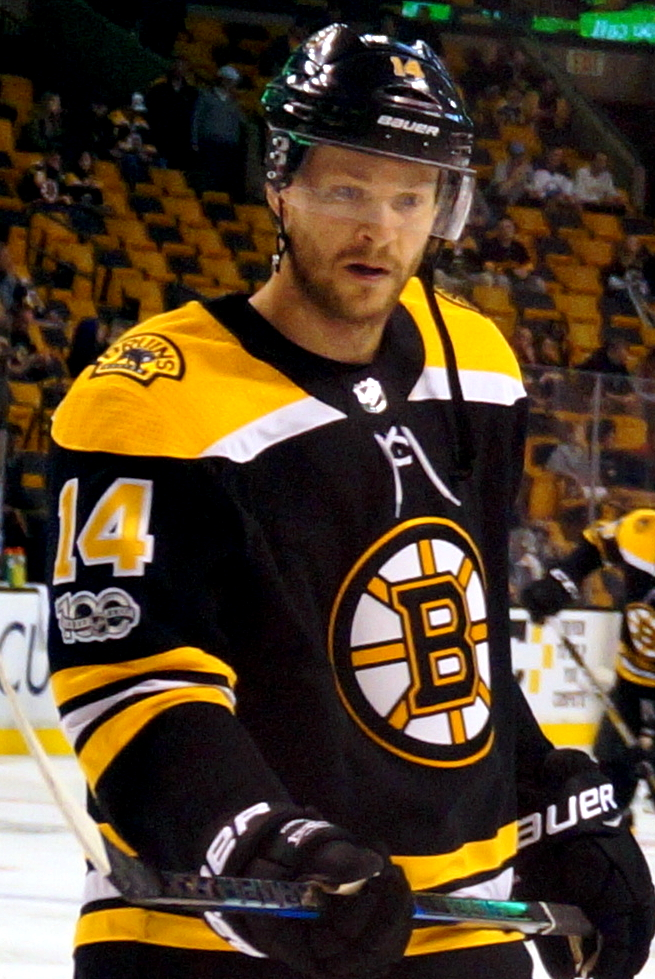
Postma im Trikot der Boston Bruins (2017)

Der auf der Position des Verteidigers agierende Paul Postma war zunächst für eine unterklassige kanadische Juniorenmannschaft aktiv, ehe er im Verlauf der Saison 2004/05 erste Erfahrungen bei den Swift Current Broncos aus der Western Hockey League (WHL) sammelte. In der darauffolgenden Spielzeit – seine erste vollständige Saison im Trikot der Broncos – erspielte sich der Kanadier einen Stammplatz in der Verteidigung und kam in 58 Partien der regulären Spielzeit zum Einsatz. Beim NHL Entry Draft 2007 wurde er in der siebten Runde an insgesamt 205. Position von den Atlanta Thrashers aus der National Hockey League (NHL) ausgewählt. Kurz nach Beginn der Saison 2007/08 transferierten ihn die Swift Current Broncos zu den Calgary Hitmen. Dort gelang es dem Rechtsschützen seine Punkteausbeute in den beiden Spieljahren im Trikot der Calgary Hitmen zu verdoppeln, von 42 auf 84 Scorerpunkte in der Saison 2008/09. Dies hatte zur Folge, dass Postma der punktbeste Verteidiger der WHL war und außerdem mit einer Plus/Minus-Bilanz von +67 den WHL Plus-Minus Award gewann. Mit den Calgary Hitmen erreichte er das Finale der WHL-Meisterschaft, scheiterte jedoch in der Serie in sechs Partien gegen die Kelowna Rockets. Weiters wurde er für die Bill Hunter Memorial Trophy als bester Verteidiger der Liga nominiert.
Zum Saisonende wurden seine Leistungen mit mehreren Berufungen in die All-Star-Teams der Western Hockey League und des Dachverbandes Canadian Hockey League gewürdigt. Nachdem er einen dreijährigen Einstiegsvertrag bei den Atlanta Thrashers unterzeichnet hatte, wurde Postma zur folgenden Saison 2009/10 erstmals bei deren Farmteam, die Chicago Wolves, in der American Hockey League (AHL) eingesetzt. Dort etablierte er sich rasch in seiner bevorzugten Rolle als Offensivverteidiger. Am 9. März 2011 debütierte er für die Atlanta Thrashers in der NHL, als der Kanadier in der Partie gegen die Carolina Hurricanes auflief. Nach deren Umsiedlung ins kanadische Winnipeg und der Umbenennung des Franchises in Winnipeg Jets im Juni 2011 lief Postma sowohl für deren neues Farmteam, die St. John’s IceCaps, als auch die Winnipeg Jets aufs Eis. Erst im Verlauf der Saison 2012/13 gelang es ihm aber sich fest im NHL-Aufgebot der Jets zu etablieren.
Nach insgesamt acht Jahren im Thrashers/Jets-Franchise schloss sich Postma nach dem Auslaufen seines Vertrags im Juli 2017 den Boston Bruins an. Dort erfüllte er einen Einjahresvertrag, der jedoch im Sommer 2018 nicht verlängert wurde. Anschließend wechselte der Abwehrspieler erstmals nach Europa, indem er einen Einjahresvertrag bei Ak Bars Kasan aus der Kontinentalen Hockey-Liga (KHL) unterzeichnete. In der Saison 2018/19 zeigte Postma verbesserte Offensivleistungen und erzielte acht Tore und 20 Torvorlagen in 57 Partien. Am 1. Mai 2019 unterzeichnete er einen Einjahresvertrag beim HK Metallurg Magnitogorsk, wurde jedoch schon im Oktober desselben Jahres entlassen. Im November 2019 unterzeichnete er einen Vertrag bis zum Saisonende 2019/20 beim HC Lugano mit Spielbetrieb in der Schweizer National League. Nach Ablauf dieses Vertrages war Postma ohne Anstellung, ehe er im Dezember 2020 vom österreichischen Klub EC KAC aus der ICE Hockey League verpflichtet wurde. Im Frühjahr 2021 wurde er mit den Kärntnern österreichischer Meister und in das All-Star-Team der Liga gewählt.
Über den Sommer 2024 hinaus erhielt der Abwehrspieler jedoch keinen Vertrag bei den Klagenfurtern, womit er den Verein nach vier Jahren verließ und bis Anfang Oktober 2024 zunächst ohne Arbeitgeber blieb. Erst zu diesem Zeitpunkt sicherte sich die Düsseldorfer EG aus der Deutschen Eishockey Liga (DEL) die Dienste Postmas. Am Ende der Saison 2024/25 stieg der Kanadier mit der DEG in die DEL2 ab.

## Erfolge und Auszeichnungen
| - 2009 WHL East First All-Star Team - 2009 CHL Second All-Star Team - 2009 WHL Plus-Minus Award - 2011 Teilnahme am AHL All-Star Classic - 2012 Teilnahme am AHL All-Star Classic | - 2012 AHL First All-Star Team - 2019 Spengler-Cup-Gewinn mit dem Team Canada - 2021 Österreichischer Meister mit dem EC KAC - 2021 ICE Hockey League All-Star-Team - 2024 ICE Hockey League All-Star-Team |

## Karrierestatistik
Stand: Ende der Saison 2024/25
(Legende zur Spielerstatistik: Sp oder GP = absolvierte Spiele; T oder G = erzielte Tore; V oder A = erzielte Assists; Pkt oder Pts = erzielte Scorerpunkte; SM oder PIM = erhaltene Strafminuten; +/− = Plus/Minus-Bilanz; PP = erzielte Überzahltore; SH = erzielte Unterzahltore; GW = erzielte Siegtore; 1 Play-downs/Relegation; Kursiv: Statistik nicht vollständig)